# Dasychalina
Dasychalina is een geslacht van sponsdieren uit de familie van de gewone sponzen (Demospongiae).

## Soorten
- Dasychalina fragilis Ridley & Dendy, 1886
- Dasychalina magellanica (Thiele, 1905)
- Dasychalina melior Ridley & Dendy, 1886
- Dasychalina validissima (Thiele, 1905)